# Parque nacional de los Lagos de Plitvice
El Parque Nacional de los Lagos de Plitvice (en croata: Plitvička jezera; Plitvice; pronunciado [plîtʋitse]) es el más conocido de los parques nacionales croatas.

## Descripción

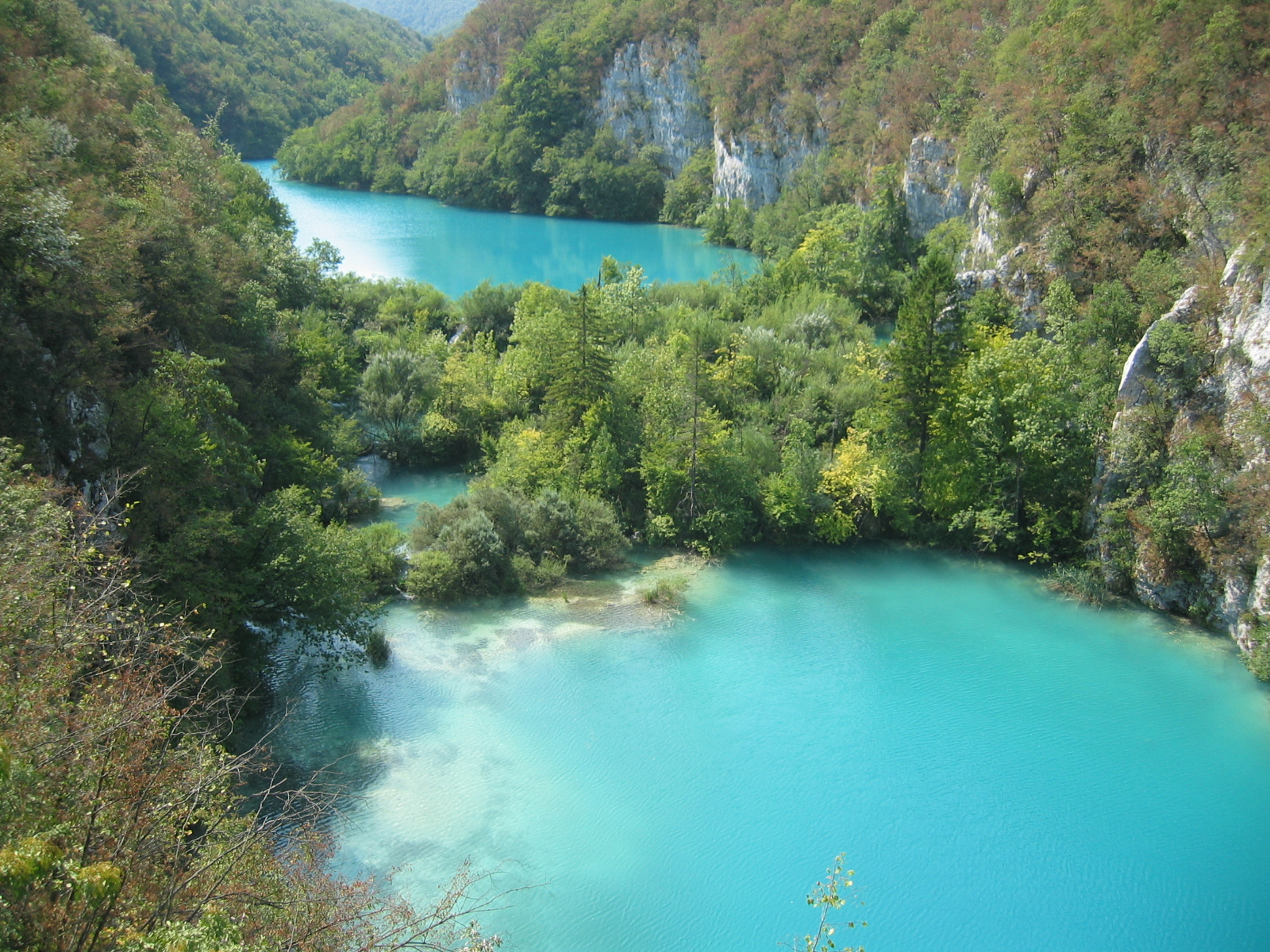
Uno de los lagos del parque nacional de Plitvice.

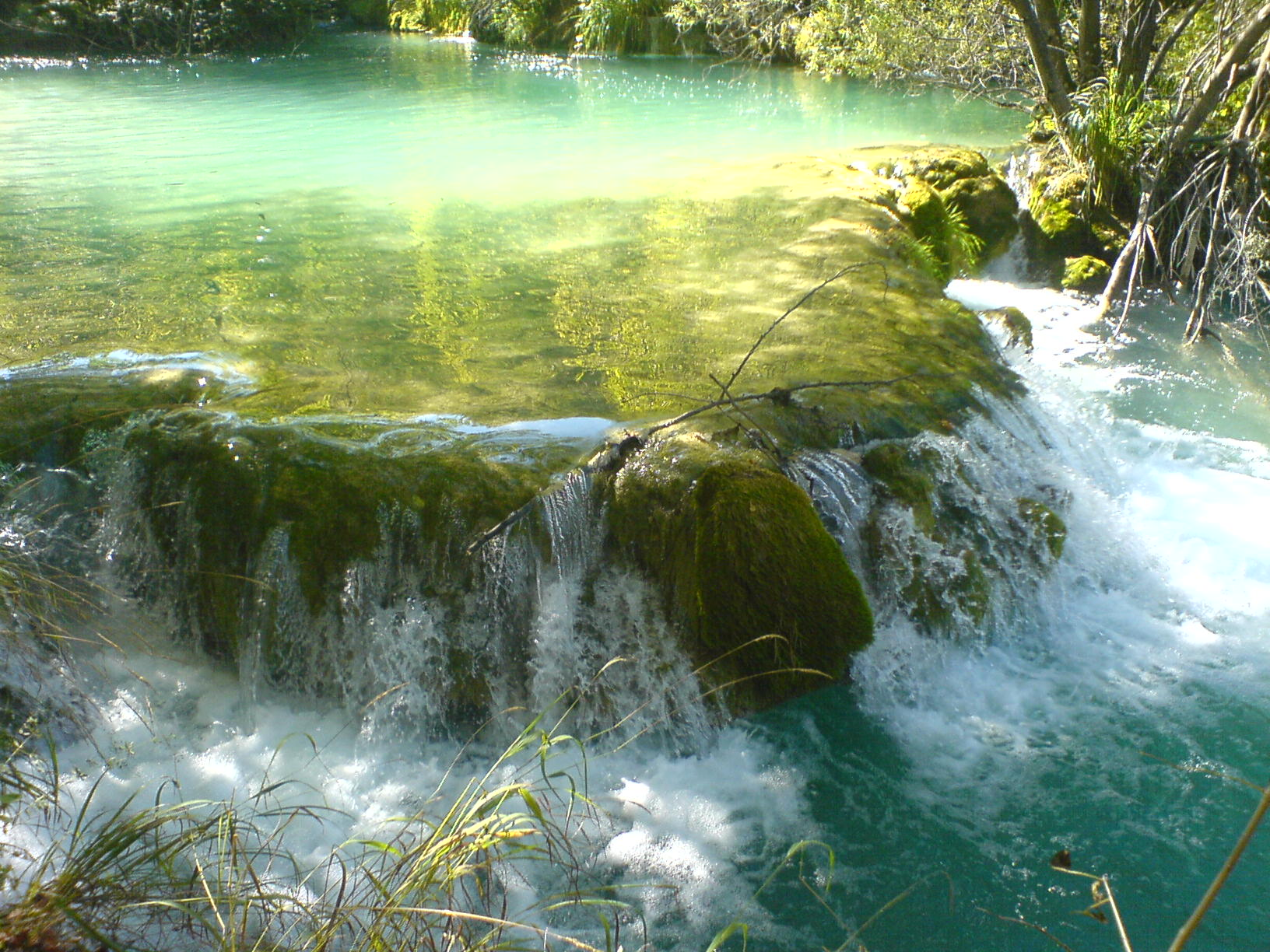
Hay numerosas cascadas a lo largo del recorrido.

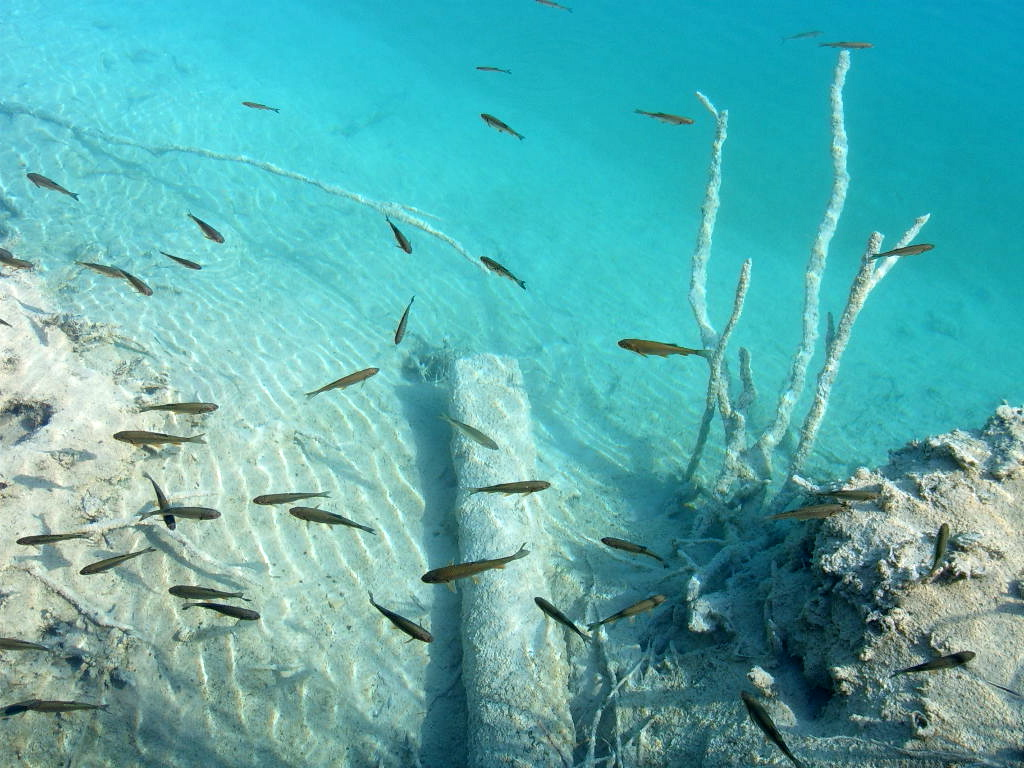
El agua de color turquesa es el elemento más reconocido del parque.

Está situado en la región de Lika, un paraje donde se alternan lagos, cascadas y manantiales de espectacular belleza. Esta región fue declarada parque nacional ya en 1949, y catalogada como Patrimonio de la Humanidad de la Unesco en 1979, con una ampliación en 2000.
El parque tiene una superficie cercana a las 30 000 hectáreas, 22 000 de ellas cubiertas de bosques. La zona que se puede visitar se encuentra en el centro del parque; son 8 km² de valle poblado de bosques, donde la hidrografía ha conformado un paisaje formado por 16 lagos a diferente altitud, comunicados por 92 cataratas y cascadas. La vegetación se compone en un 90% de hayas. La visita se realiza a pie a través de senderos y puentes de madera. Los lagos más grandes son recorridos por barcas silenciosas. Este parque suscita también gran interés entre los turistas por celebraciones que tienen lugar allí como, por ejemplo, las bodas al pie de las cataratas. Este lugar fue candidato a ser una de las siete maravillas naturales del mundo en 2011.
El parque nacional de los Lagos de Plitvice ofrece siete rutas turísticas diferentes para recorrer el sistema de lagos.

## Flora y fauna
El parque nacional de los lagos de Plitvice es muy boscoso, formado principalmente por hayas, abetos y pinos, y cuenta con una mezcla de vegetaciones alpina y mediterránea. Cuenta con una gran variedad de comunidades vegetales, debido a su gama de microclimas, suelos diferentes y distintos niveles de altitud.
El área es también hogar de una enorme variedad de especies animales. Fauna difícil de encontrar en otros lugares se puede encontrar aquí, como el oso pardo europeo, el lobo, el águila, el búho, el lince, el gato montés y el urogallo, junto con muchas especies más comunes. Al menos, 126 especies de aves han sido registradas en el parque, de las cuales 70 se ha comprobado que crían en el parque.